# 黃金馬克
黃金馬克是德意志帝國在1873年到1914年期間發行流通的貨幣。以取代德意志帝國統一前，各邦國自己發行的貨幣。
正式名稱為馬克，但由於1871-1914年間馬克以金本位為主，因此俗稱為金馬克。一馬克相當於0.358423或1000⁄2790克純金
自1876年1月1日起，金馬克成為德意志帝國內唯一的合法貨幣。德意志帝國發行金馬克作為流通中的本位貨幣，加速了國際金本位制的形成。
到了1914年，帝國的金馬克發行的區域相當之廣，最遠涉及的是德屬東非（德語：Deutsch-Ostafrika），在那裡發行了面值是15盧比的金幣，不過鑄造相當簡陋。1915年，最後的金馬克金幣-威廉二世身穿戎裝的20馬克金幣在普魯士發行，隨著大戰爆發，德意志帝國就沒有發行金幣，直到1918年因第二帝國滅亡而在法律上停止流通。

## 歷史

### 發生背景
1871年德意志统一後，德國舉國上下朝向工業化推進，逐步將原本各自獨立的德意志邦國統一了經濟市場，而穩健的經濟急需要一種統一的貨幣，但幾百年來德意志的分裂狀態造成貨幣體系極其混亂，雖然在19世紀已經過三個主要的貨幣協議來規範貨幣制度；分別是1837年的《慕尼黑貨幣協議》（由中南部六州簽屬，各國發行統一規格的南德意志古爾登）、1838年的《德累斯頓貨幣協議》（為慕尼黑貨幣協定的延伸，以普魯士泰勒及古爾登為主要貨幣）及1857年的《維也納貨幣協議》（由奧地利主導，規範德意志地區的三大貨幣系統（南德意志古爾登、普魯士泰勒及古爾登、奧地利泰勒）之間的兌換制度制度，並發行聯盟泰勒作為聯繫三方貨幣系統的統一貨幣），但實際情況卻並不是非常樂觀，在德意志地區裡的一些交易場合上，各種各樣的貨幣，甚至古幣，都還是在流通使用。
1870年德意志議會領袖，金融專家路德維希·班貝格向議會提出的報告片段稱：“（路德維希·班貝格在萊茵河畔的一個小鎮居民的口袋裏收集到一些約合15834南德意志古爾登的貨幣，由以下構成）2泰勒銀幣，1皇冠泰勒銀幣，2古爾登，1古爾登及1/2古爾登的銀幣，2+1⁄2荷蘭銀幣，面值為1⁄3,1⁄6,1⁄12塔勒的普魯士帝國塔勒，面值分別為5,2,1法郎的銀幣，另有各種金幣，如西班牙皮斯托爾金幣，2個和1個面值的弗里德里希多普魯士金幣，半英鎊金幣，沙俄金幣，金拿破崙，荷蘭威廉金幣，奧地利和温特貝格的杜卡特金幣，面值為10泰勒的黑森金幣，最後還有一枚丹麥金幣。
面對如此混亂的貨幣，除了便宜了貨幣收藏者和貨幣兑換業者以外，對誰都沒有好處，不但阻礙了經濟的發展，人們還不得不花費大量的時間，來處理各種貨幣之間的兑換和計算。

### 發行
1873年，代行中央銀行職能的普魯士銀行（德語： Preußische Bank）正式發行金馬克。並採用金本位制（德語：Goldstandard）的貨幣擔保系統，政府擁有有多少黃金儲備，就只能印相應數量的紙幣，號稱永不貶值。
第一枚金馬克硬幣正面的肖像是德意志皇帝威廉一世，硬幣邊緣刻有國家格言：GOTT MIT UNS（上帝與我們同在）；而在威廉一世皇帝的肖像上則圍繞著一排文字：Wilhelm Deutscher Kaiser König V. Preussen，（威廉，德意志的皇帝，普鲁士的國王），至1871年為止大約僅生產了50萬枚的20馬克金幣，從1872年起產量開始增加，達到了數百萬枚，全部由柏林造幣廠生產。
普魯士成功發行了金馬克後，巴登大公國、黑森大公国、巴伐利亞王國、薩克森王國還有符騰堡王國都開始仿效，唯一的不同之處在於：原來威廉一世皇帝的肖像全部換成了各國國王或者大公的肖像，頭銜也全部更換為該國相對應的頭銜，如：xx國王或者大公；例如，巴伐利亞的金馬克上的就是這樣寫到：Ludwig II Koenig V. Bayern（路德维希二世，巴伐利亞的國王），而共和制的漢薩自由市則將領導人頭像及頭銜改用市徽以及城市；如漢堡的硬幣上即有：Freie und Hansestadt Hamburg（漢堡漢薩自由市）；這樣做是出於對普鲁士國王（兼德意志皇帝）的尊敬，同時也能符合“帝國貨幣法案”的規定。
這次的貨幣改革，徹底解決了長久以來德意志各邦之間貨幣混亂的情況。

## 兌換
黃金馬克與其他德意志地區的流通貨幣的兌換法律是跟據1873年7月9日的《鑄幣法》（第 14 條第 2 款）中規定。原則上，換算是基於重量與銀含量的比例劃分的。

### 同盟泰勒 – 古爾登 – 馬克
自1857年1月24日起（因《維也納造幣廠條約》），規定以每一磅海關磅純銀（500 克）來鑄造30枚同盟泰勒。
30泰勒 = 52½古爾登 = 1磅銀
2泰勒 = 3½古爾登 = 6馬克
1泰勒 = 3馬克
1古爾登 = 1.71馬克

### 普魯士14泰勒硬幣
從 1750 年起，普魯士開始以每一科隆馬克（重量為 233.855 克純銀）來鑄造14枚普魯士泰勒。
自1838年7月30日起（《德勒斯登造幣廠條約》），7枚雙泰勒貨幣（2塔勒= 3½古爾登）採用相同的「純馬克」鑄造，並且通常刻有兩種貨幣單位。
7雙泰勒 = 24½古爾登 = 1純馬克
1雙泰勒 = 3½古爾登

### 呂貝克和漢堡馬克貨幣
1庫蘭特馬克 = 11/5馬克

### 重量對比
14泰勒中的1泰勒（同盟泰勒）：16.704克純銀，總重22.272克（成色為75萬份）
30泰勒中的1泰勒（普魯士泰勒）：16.667克純銀，總重18.519克（成色為90萬份）
3馬克幣（1908年開始鑄造）：15.000克純銀，總重量16.667克（成色為90萬份）

## 硬幣
面額在1芬尼和1馬克之間的硬幣採用全國標准設計，適用於整個帝國，而面額超過1馬克的硬幣則由各邦獨自發行，背面採用標准設計（德意志帝國的鷹徽章），正面則由各邦獨自設計，通常是該國王國或公國君主的肖像（而不是德意志帝國皇帝的肖像）；而不來梅、漢堡和呂貝克等自由城市則分別使用了該市的徽章。偶爾會鑄造紀念幣，在這種情況下，正面和（比較罕見的）反面設計可能會偏離通常的圖案標準。許多較小的州發行的硬幣數量非常少。
此外，在第一次世界大戰開始後，一般來說所有國家的鑄幣都變得非常有限。這種低發行量硬幣保存完好的例子可能是罕見的和有價值的。利珀親王國是這一時期唯一不發行任何金幣的國家，以下為德意志帝國內部有發行並鑄造自己硬幣的25個地區，其中本條目的圖片所展示的樣式僅為其中一種，各邦國會因為自身君主改變而更換君主肖像及頭銜或是因為其他特別事件而發行特別設計的紀念幣甚或是隨著時代改變而更改新的幣面設計，但本條目只列出其中一種樣式，不列出所有設計圖案。
而首列的帝國幣面設計指的是全國統一的幣值幣面，而在其他邦國所顯示的則為背面由各邦自行設計的君主肖像面：
| 名稱                            | 國旗 | 幣面設計                        | 體制       | 首都                                                              |
| ------------------------------- | ---- | ------------------------------- | ---------- | ----------------------------------------------------------------- |
| 德意志帝國（Deutsches  Reich）                  |      | 1888年以前的短翅鷹 之後的長翅鷹 | 君主制（Monarchie） | 柏林（Berlin）                                                          |
| 王國                            |      |                                 |            |                                                                   |
| 普魯士王國（Königreich Preußen）                  |      |                                 | 君主制（Monarchie） | 柏林（Berlin）                                                          |
| 巴伐利亞王國（Königreich Bayern）                |      |                                 | 君主制（Monarchie） | 慕尼黑（München）                                                        |
| 符騰堡王國（Königreich Württemberg）                  |      |                                 | 君主制（Monarchie） | 斯图加特（Stuttgart）                                                      |
| 薩克森王國（Königreich Sachsen）                  |      |                                 | 君主制（Monarchie） | 德累斯顿（Dresden）                                                      |
| 大公國                          |      |                                 |            |                                                                   |
| 巴登大公國（Großherzogtum Baden）                  |      |                                 | 君主制（Monarchie） | 卡爾斯魯厄（Karlsruhe）                                                    |
| 梅克倫堡-什未林大公國（Großherzogtum Mecklenburg-Schwerin）       |      |                                 | 君主制（Monarchie） | 什未林（Schwerin）                                                        |
| 黑森大公國（Großherzogtum Hessen）                  |      |                                 | 君主制（Monarchie） | 达姆施塔特（Darmstadt）                                                    |
| 歐登堡大公國（Großherzogtum Oldenburg）                |      |                                 | 君主制（Monarchie） | 欧登堡（[Oldenburg (Oldb)] 错误：{{Lang}}：无效参数：\|3=（帮助） |
| 薩克森-魏瑪-艾森納赫大公國（Großherzogtum Sachsen-Weimar-Eisenach）  |      |                                 | 君主制（Monarchie） | 魏玛（Weimar）                                                          |
| 梅克倫堡-施特雷利茨大公國（Großherzogtum Mecklenburg-Strelitz）   |      | 暫無圖片                        | 君主制（Monarchie） | 新施特雷利茨（Neustrelitz）                                                  |
| 公國                            |      |                                 |            |                                                                   |
| 不倫瑞克公國（Herzogtum Braunschweig）                |      |                                 | 君主制（Monarchie） | 不倫瑞克（Braunschweig）                                                      |
| 薩克森-邁寧根公國（Herzogtum Sachsen-Meiningen）           |      |                                 | 君主制（Monarchie） | 迈宁根（Meiningen）                                                        |
| 安哈尔特公国（Herzogtum Anhalt）                |      |                                 | 君主制（Monarchie） | 德紹（Dessau）                                                          |
| 薩克森-科堡-哥達公國（Herzogtum Sachsen-Coburg und Gotha）        |      |                                 | 君主制（Monarchie） | 科堡/哥达（/）                                                    |
| 薩克森-阿爾滕堡公國（Herzogtum Sachsen-Altenburg）         |      |                                 | 君主制（Monarchie） | 阿爾滕堡（Altenburg）                                                      |
| 親王國                          |      |                                 |            |                                                                   |
| 利珀親王国（Fürstentum Lippe）                  |      |                                 | 君主制（Monarchie） | 代特莫爾德（Detmold）                                                    |
| 瓦爾代克和皮爾蒙特親王國（Fürstentum Waldeck und Pyrmont）    |      | 暫無圖片                        | 君主制（Monarchie） | 阿羅爾森（Arolsen）                                                      |
| 施瓦茨堡-魯多爾施塔特親王國（Fürstentum Schwarzburg-Rudolstadt） |      |                                 | 君主制（Monarchie） | 魯多爾施塔特（Rudolstadt）                                                  |
| 施瓦茨堡-松德斯豪森親王國（Fürstentum Schwarzburg-Sondershausen）   |      |                                 | 君主制（Monarchie） | 松德斯豪森（Sondershausen）                                                    |
| 羅伊斯幼系親王國（Fürstentum Reuß jüngere Linie）            |      |                                 | 君主制（Monarchie） | 格拉（Gera）                                                          |
| 紹姆堡-利珀親王國（Fürstentum Schaumburg-Lippe）           |      |                                 | 君主制（Monarchie） | 比克堡（Bückeburg）                                                        |
| 羅伊斯長系親王國（Fürstentum Reuß älterer Linie）            |      |                                 | 君主制（Monarchie） | 格賴茨（Greiz）                                                        |
| 漢薩自由市                      |      |                                 |            |                                                                   |
| 漢堡漢薩自由市（Freie Hansestadt Hamburg）              |      |                                 | 共和制（Republik） | 漢堡（Hamburg）                                                          |
| 呂貝克漢薩自由市（Freie Hansestadt Lübeck）            |      |                                 | 共和制（Republik） | 呂貝克（Lübeck）                                                        |
| 不來梅漢薩自由市（Freie Hansestadt Bremen）            |      |                                 | 共和制（Republik） | 不來梅（Bremen）                                                        |

### 基本金屬硬幣
- 1 芬尼 (銅: 1873–1916, 鋁: 1916–1918)
- 2 芬尼 (銅: 1873–1916)
- 5 芬尼 (白銅: 1873–1915, 鐵: 1915–1922)
- 10 芬尼 (白銅: 1873–1916, 鐵跟鋅: 1915–1922)
- 20 芬尼 (白銅, 1887–1892)
- 25 芬尼 (鎳, 1909–1912)

### 金幣
金幣的標準是由1871年12月4日所訂定的"德意志帝國硬幣法"所規範。該法律的第五條規定了金幣的外觀標準。根據法律，硬幣背面應標示出德意志帝國的國徽、硬幣面額以及鑄造年份。另一面則繪有發行地的當地統治者肖像，或是自由市的市徽。此外，硬幣的正面必須寫出相對應的銘文(如統治者頭銜及姓名，或是自由市名稱)以及造幣廠的代號。
而第六條則將鑄造新錢幣的責任歸於政府。而且，它直接說明，在沒有自己的鑄幣廠的國家應委託其他擁有鑄幣廠的國家鑄造帶有自身統治者形象的錢幣。這導致在德意志帝國存在期間，發行了多種不同樣式的硬幣，而這些硬幣上面則印有帝國內所有25個組成領土的自由城市的統治者圖像或紋章。
金幣的鑄造純度為0.900，標準為2790馬克金幣=1公斤黃金（因此，1馬克金幣約等於0.3584克黃金）。1915年停止生產金幣。5馬克金幣僅在1877年和1878年鑄造。
| 背面圖像 | 面值   | 總重量   | 黃金含量 | 純度 | 直徑     | 製造年份  | 總流通量 | 正面圖案         | 背面圖案 | 邊齒                                 |
| -------- | ------ | -------- | -------- | ---- | -------- | --------- | -------- | ---------------- | -------- | ------------------------------------ |
|          | 5馬克  | 1.9912克 | 1.7921克 | 900  | 17.0毫米 | 1877—1878 | >550萬   | 當地統治者的肖像 | 帝國鷹   | 無                                   |
|          | 10馬克 | 3.9825克 | 3.5842克 | 900  | 19.5毫米 | 1872—1914 | >740萬   | 當地統治者的肖像 | 帝國鷹   | 阿拉伯紋樣                           |
|          | 20馬克 | 7.9650克 | 7.1685克 | 900  | 22.5毫米 | 1872—1915 | >2.31億  | 當地統治者的肖像 | 帝國鷹   | 阿拉伯紋樣以及帝國格言"GOTT MIT UNS" |

### 銀幣
1873年7月9日，通過了一項貨幣法，規範帝國境內所有國家將由各自獨立的貨幣系統過渡至單一的貨幣體系，並管制其銀幣的發行。特別是，法律規定了舊錢兌換新錢的比率。因此，舊時的同盟泰勒相當於新制的3馬克，1古尔登則相當於 1又5/7 馬克，或者是1馬克又71芬尼，呂貝克和漢堡馬克則相當於新馬克的1又1⁄5。貨幣法第三條規定了銀幣的重量和外觀。銀幣可以鑄造的面額為1、2及5馬克以及20和50芬尼的銀幣。每一枚銀幣則必須含有百分之一海關磅的純銀（500 克），即 5 克。所有銀幣均由 900 份銀和 100 份銅製成，因此 90 枚馬克重 1 磅。
而第三條第二項和第三項則清楚地描述了新幣的外觀。每枚硬幣的背面都應刻有“DEUTSCHES REICH”（德意志帝國）字樣、發行年份和國徽——帝國之鷹。同時，對於超過 1 馬克的硬幣，面額則標示於背面，而對於 1 馬克及以下的硬幣，面額則是顯示於正面。 2馬克和5馬克硬幣的正面圖示可以由帝國內的獨立州國自行決定發行。
德國統一前最常見的硬幣是同盟泰勒（相當於 3 馬克），並一直在近內流通至 1907 年（含）。在廢除貨幣後，他們開始鑄造面值為 3 馬克的硬幣。
需特別注意，在當時的德國境內所使用並流通的貨幣除了本條目所列的馬克硬幣之外，還包含在1871 年（德意志帝國創建的那一年）之前所使用的貨幣體系（包含：帝國塔勒、克朗塔勒、傳統泰勒和其他類型的硬幣），並沒有因德意志帝國的創立而終止使用。
銀幣的成色為0.900，標準為每一馬克內含5克銀。2馬克和5馬克銀幣在1915年停止生產，而1馬克硬幣則繼續發行到1916年。少數3馬克硬幣被鑄造到1918年，1⁄2馬克硬幣繼續以銀幣發行直到1919年。
| 圖片 | 圖片 | 面額   | 總重量   | 淨重   | 純度 | 直徑   | 製造年份  | 發行量    | 正面圖案         | 反面圖案 | 邊齒           |
| 正面 | 反面 | 面額   | 總重量   | 淨重   | 純度 | 直徑   | 製造年份  | 發行量    | 正面圖案         | 反面圖案 | 邊齒           |
| ---- | ---- | ------ | -------- | ------ | ---- | ------ | --------- | --------- | ---------------- | -------- | -------------- |
|      |      | 20芬尼 | 1.111克  | 1.0克  | 900  | 16毫米 | 1873—1877 | >1.68億   | 面值             | 帝國鷹   | 110齒          |
|      |      | 50芬尼 | 2.778克  | 2.5克  | 900  | 20毫米 | 1875—1903 | >1.15億   | 面值             | 帝國鷹   | 126齒          |
|      |      | ½馬克  | 2.778克  | 2.5克  | 900  | 20毫米 | 1905—1919 | >3.24億   | 面值             | 帝國鷹   | 90齒           |
|      |      | 1馬克  | 5.556克  | 5.0克  | 900  | 24毫米 | 1873—1916 | >3.61億   | 面值             | 帝國鷹   | 140齒          |
|      |      | 2馬克  | 11.111克 | 10.0克 | 900  | 28毫米 | 1876—1915 | >1.6億    | 當地統治者的肖像 | 帝國鷹   | 140齒          |
|      |      | 3馬克  | 16.667克 | 15.0克 | 900  | 33毫米 | 1908—1918 | >5千7百萬 | 當地統治者的肖像 | 帝國鷹   | "GOTT MIT UNS" |
|      |      | 5馬克  | 27.778克 | 25.0克 | 900  | 38毫米 | 1874—1915 | >5千6百萬 | 當地統治者的肖像 | 帝國鷹   | "GOTT MIT UNS" |

這些銀幣是金馬克的象徵或附屬貨幣，因此法定貨幣最多只有20馬克。而所有在1871年之前發行的銀幣(德意志統一前的聯盟泰勒)在德國統一後並轉換為金本位制後也享有無限法定貨幣地位。1871年德國統一後，金馬克於1873年以3馬克 = 1 聯盟泰勒的匯率引入。
然而，5 馬克硬幣的價值明顯更接近舊泰勒（以及其他此類皇冠大小的硬幣）。
1914 年當德意志帝國加入第一次世界大戰後不久後就停止了貴金屬硬幣的大規模生產。專門紀念某些值得紀念的事件的 3 馬克和 5 馬克硬幣的流通量變得很少。2馬克則是完全停止鑄造。這一時期最稀有的硬幣是 1918 年的 3 枚紀念幣，紀念巴伐利亞國王路德維希三世的金婚（共130枚），以及 1917 年的 3 種紀念宗教改革 400 週年的紀念幣（共100 枚）。

### 卑金屬硬幣
1873年的硬幣法所規定的除了銀幣的面額和類型外，還規定發行 1、2、5 和 10 芬尼等值的卑金屬貨幣。其規定正面必須標明面額、發行年份和“德意志帝國”字樣，背面必須標有德意志帝國國徽和造幣廠標記。
與由貴金屬製成的銀幣和金幣不同，這些由卑金屬所製成的硬幣無論它們是在哪個州鑄造的，它們都會具有相同的外觀。 1886 年，德皇威廉一世簽署了一項法律，規定 20 芬尼硬幣的鑄造材料將由銀改成鎳合金。第一批20芬尼的鎳合金硬幣於1887年開始發行。而從1909年到1912年內曾短時間的鑄造了25芬尼面額的硬幣。
| 圖片 | 圖片 | 面額   |
| 正面 | 反面 | 面額   |
| ---- | ---- | ------ |
|      |      | 1芬尼  |
|      |      | 2芬尼  |
|      |      | 5芬尼  |
|      |      | 10芬尼 |
|      |      | 20芬尼 |
|      |      | 25芬尼 |

## 標戳記號
硬幣製造廠會在每枚硬幣上打上大寫字母作為標戳，以下為各字母所代表之製造廠。
| 標誌 | 時間 | 時間 | 鑄幣廠                                                  |
| 標誌 | 開始 | 結束 | 鑄幣廠                                                  |
| ---- | ---- | ---- | ------------------------------------------------------- |
| A    | 1871 | 至今 | 柏林鑄幣廠                                              |
| B    | 1872 | 1878 | 漢諾威鑄幣廠 1878年解散                                 |
| C    | 1872 | 1879 | 美因河畔法蘭克福鑄幣廠 1880年解散                       |
| D    | 1872 | 至今 | 巴伐利亞鑄幣廠                                          |
| E    | 1872 | 1887 | 德累斯頓鑄幣廠 1887年遷到弗賴貝格成立Muldenhütten鑄幣廠 |
| E    | 1887 | 1953 | Muldenhütten鑄幣廠1953年解散                            |
| F    | 1872 | 至今 | 司徒加特鑄幣廠                                          |
| G    | 1872 | 至今 | 卡爾斯魯厄鑄幣廠                                        |
| H    | 1872 | 1882 | 達姆施塔特鑄幣廠 自1883年起關閉                         |
| J    | 1875 | 至今 | 漢堡鑄幣廠                                              |
| T    | 1916 | 1917 | 德屬東非 塔波拉鑄幣廠 為應付一戰期間所建立的鑄幣廠      |

## 鈔票
金馬克的紙幣有由帝國財政部發行（稱為“Reichskassenschein”，意思為「帝國國庫券」）和由德意志帝國銀行以及一些州的銀行所發行的紙幣馬克兩種。 帝國債務管理局所發行的帝國國庫券面值為 5、10、20 和 50 馬克，發行的數量較少，而德意志帝國銀行發行的馬克紙幣面值為 20、50、100 和 1000 馬克。  1914 年後發行的紙幣稱為紙馬克。

直到1914 年及以後的部分時間，紙幣不僅由德意志帝國銀行發行，而且在各州也由最初的32家私人中央銀行（例如德累斯頓的薩赫西斯銀行、慕尼黑的巴伐利亞中央銀行）以及作為德國財政部的德國債務管理局發行票據以及在戰爭開始時所謂的「貸款基金」被稱為（不可贖回的）貸款基金憑證。

德意志帝國銀行發行馬克紙幣
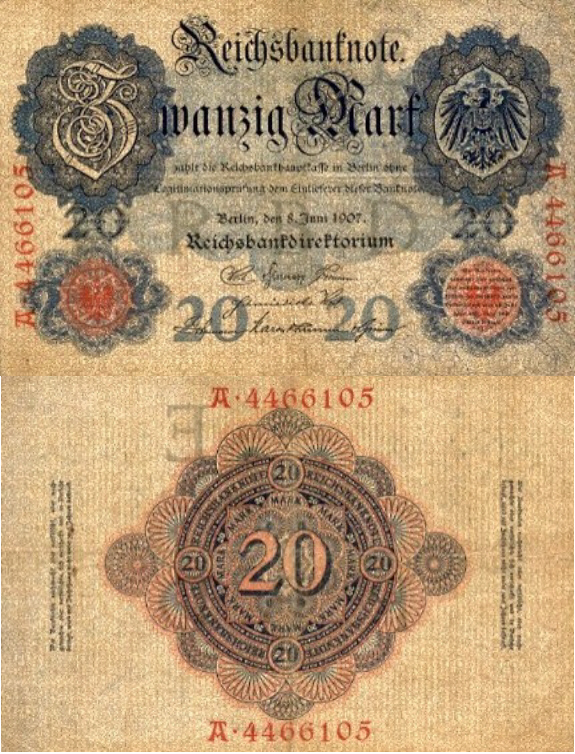
20馬克 – 1907年6月8日（正反面）
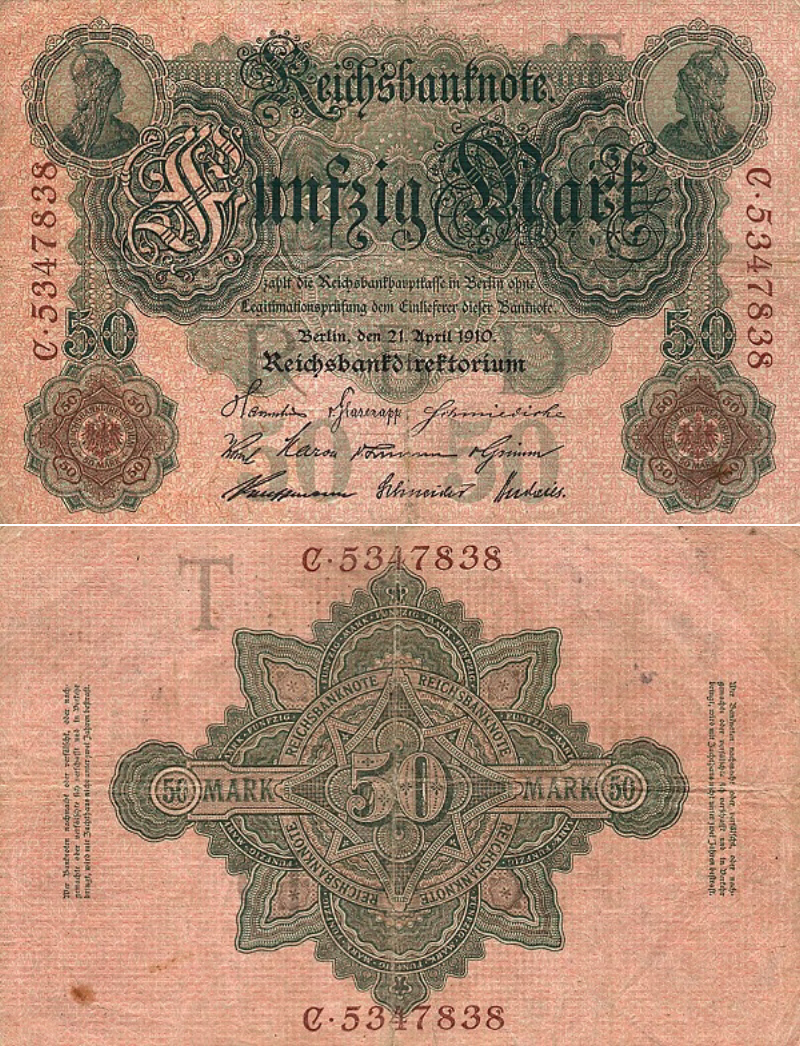
50馬克 – 1910年4月21日（正反面）
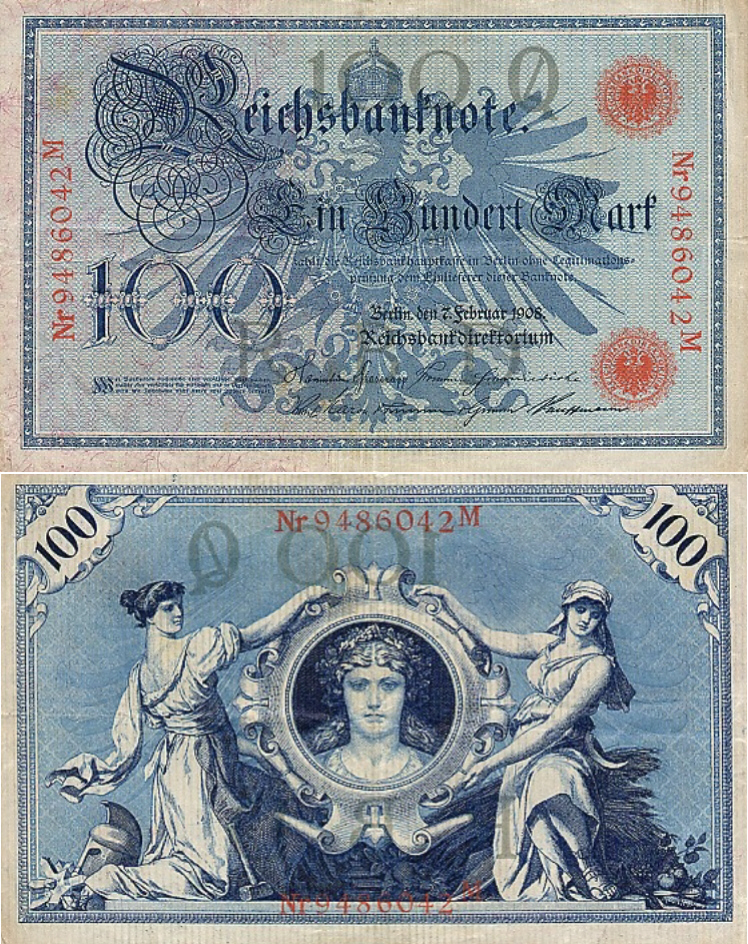
100馬克 – 紅色印章版，1908年2月7日
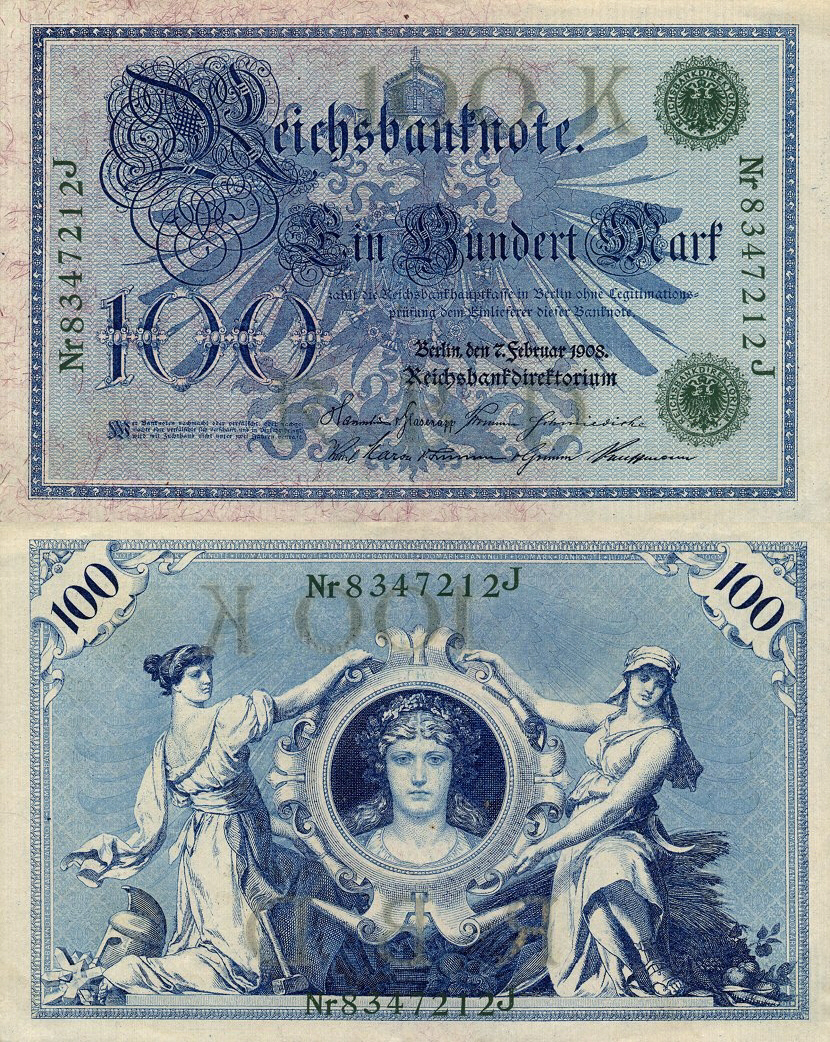
100馬克 – 戰後綠印章版，1908年2月7日
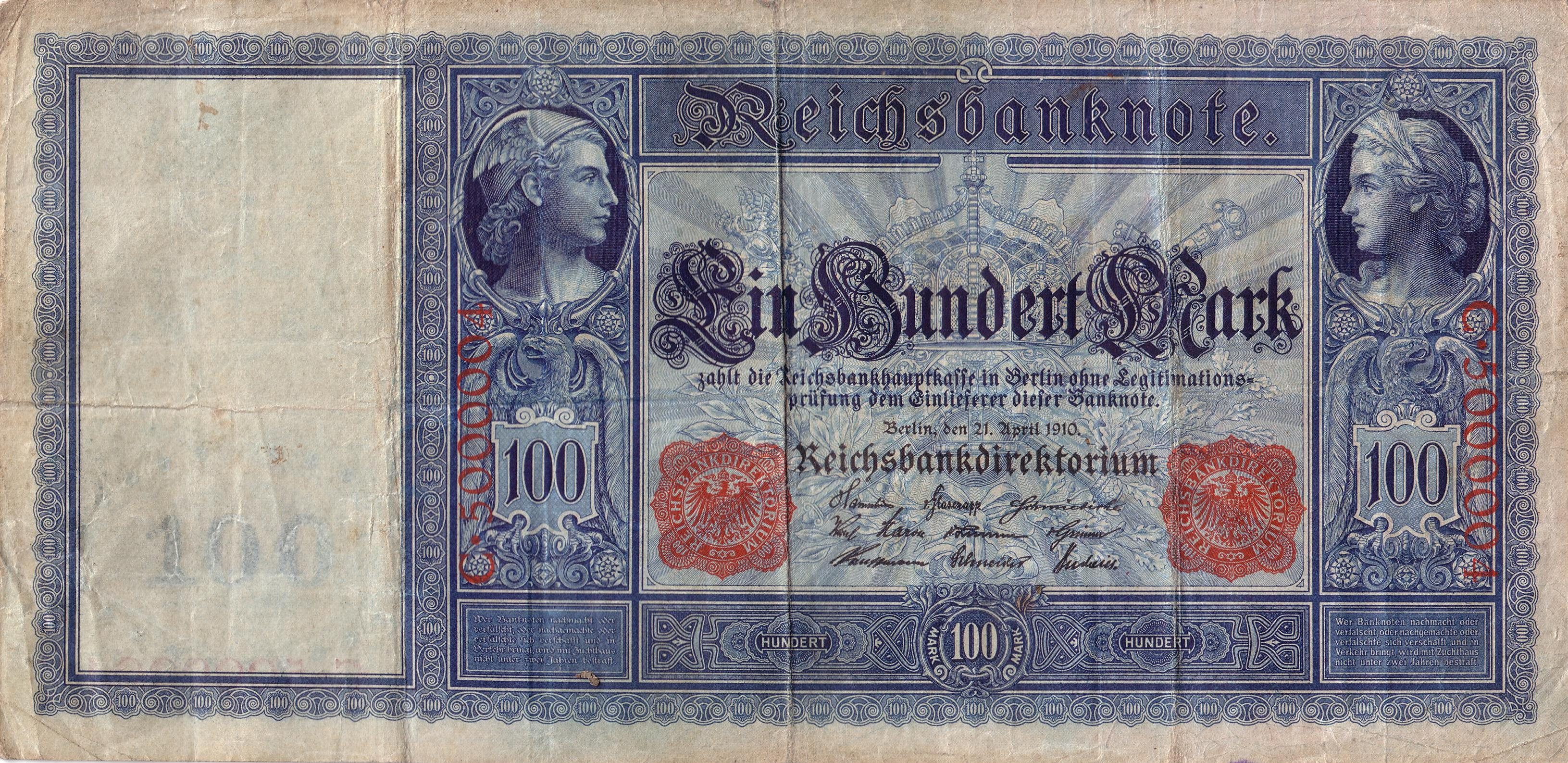
100馬克 – 紅色印章版，1910年4月21日（正面）
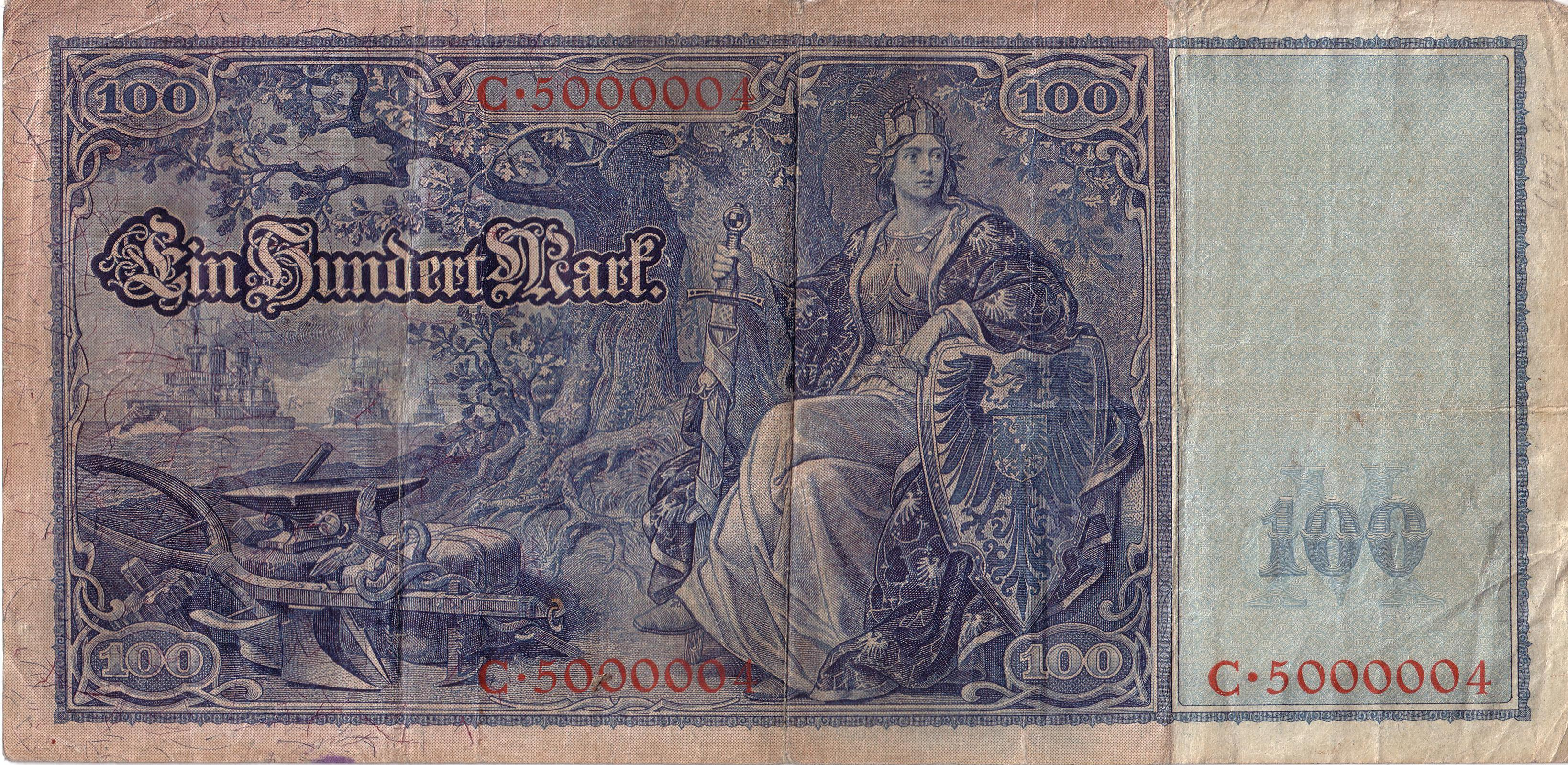
100馬克 – 紅色印章版，1910年4月21日（反面）
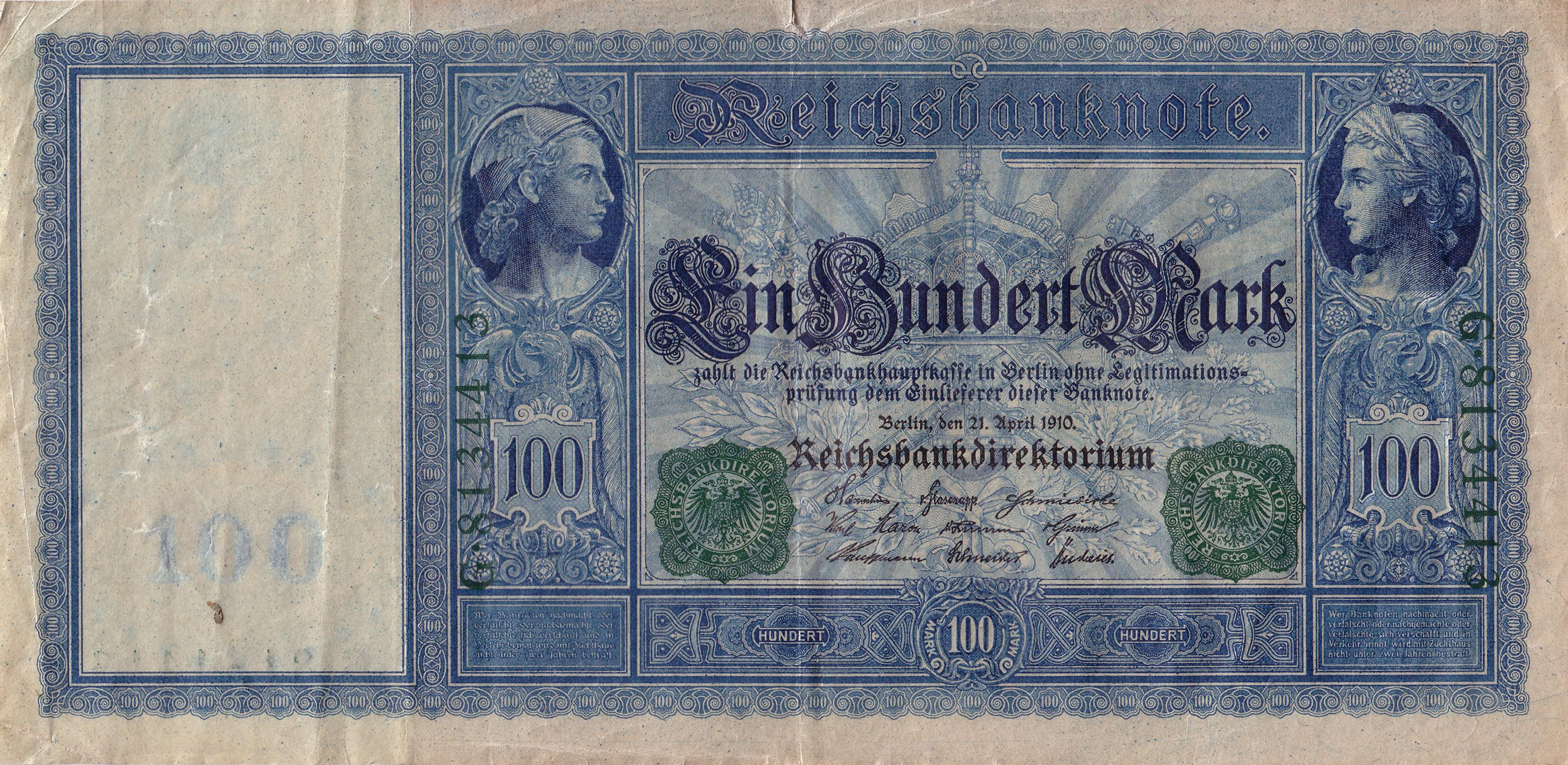
100馬克 – 戰後綠印章版（正面）
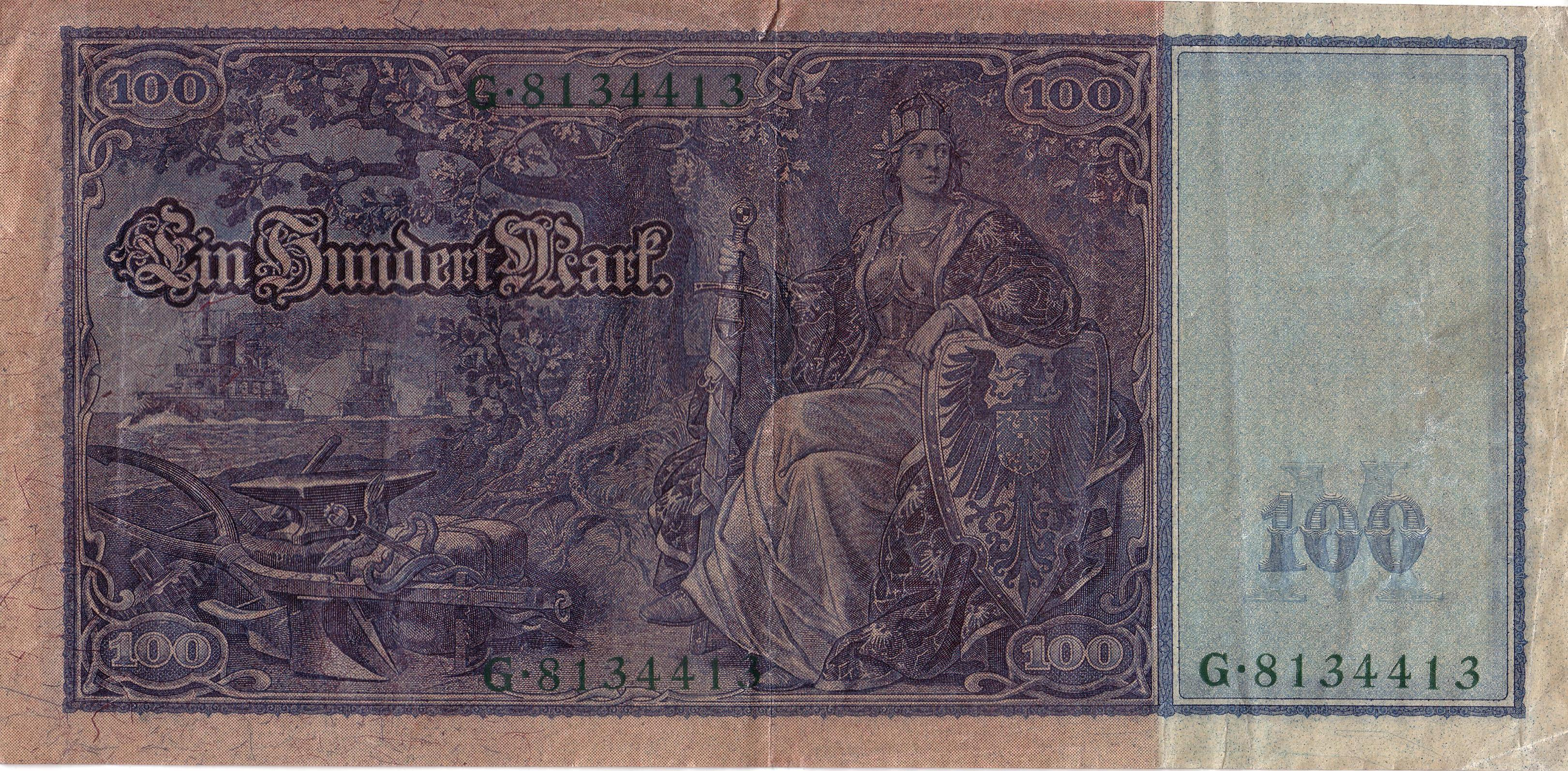
100馬克 – 戰後綠印章版（背面）
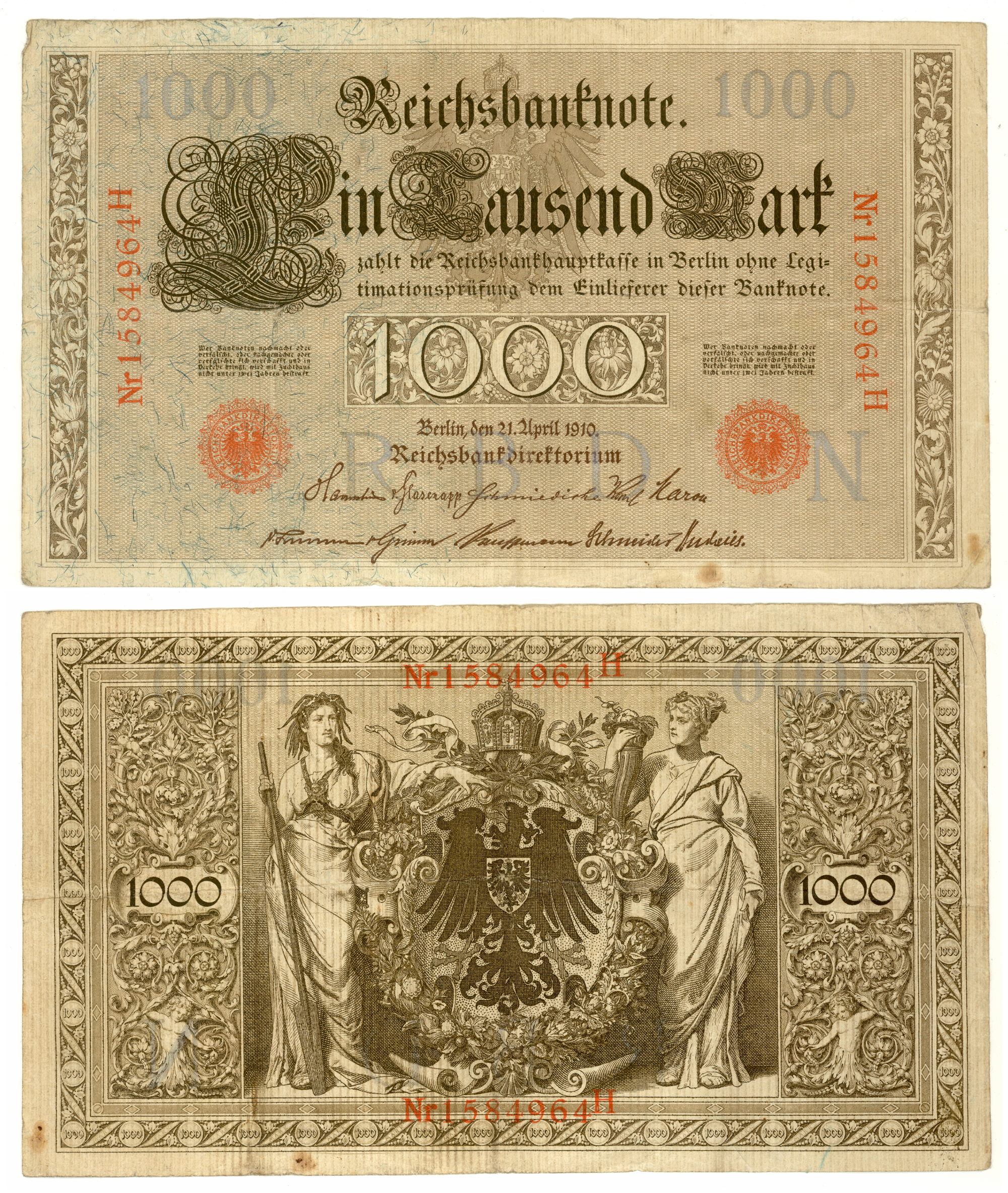
1000馬克 – 紅印章版，1910年4月21日
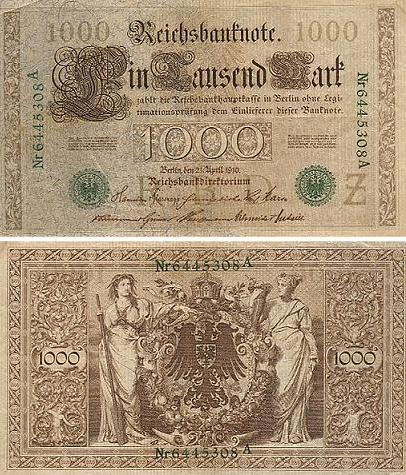
1000馬克 – 戰後綠印章版

帝國國庫券
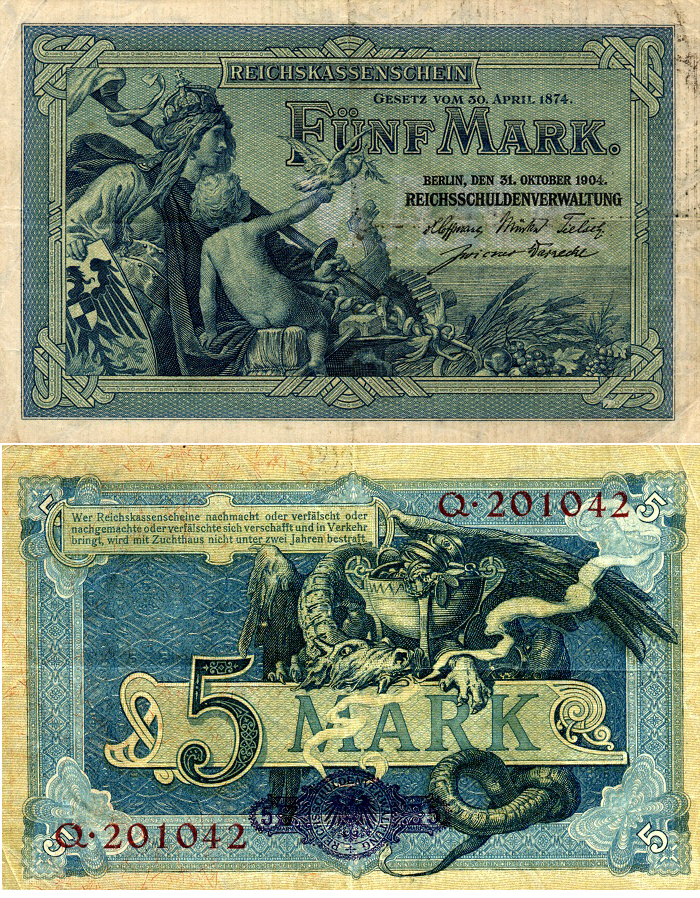
5馬克國庫券－1904年10月31日
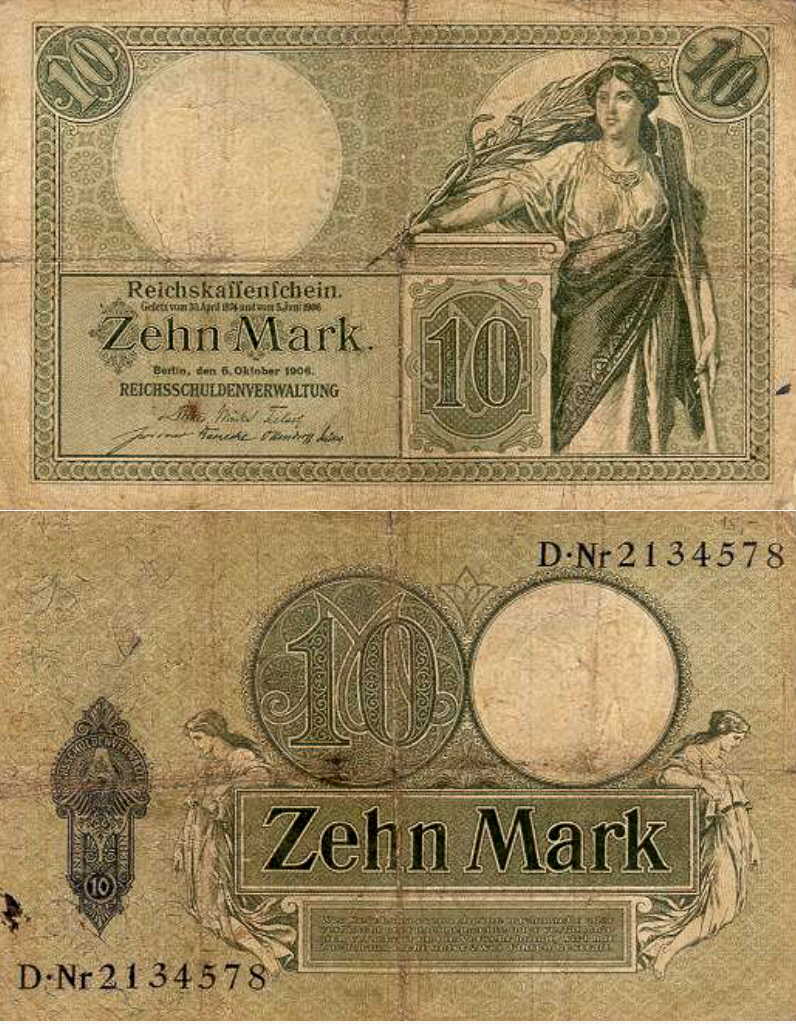
10馬克國庫券－1906年10月6日
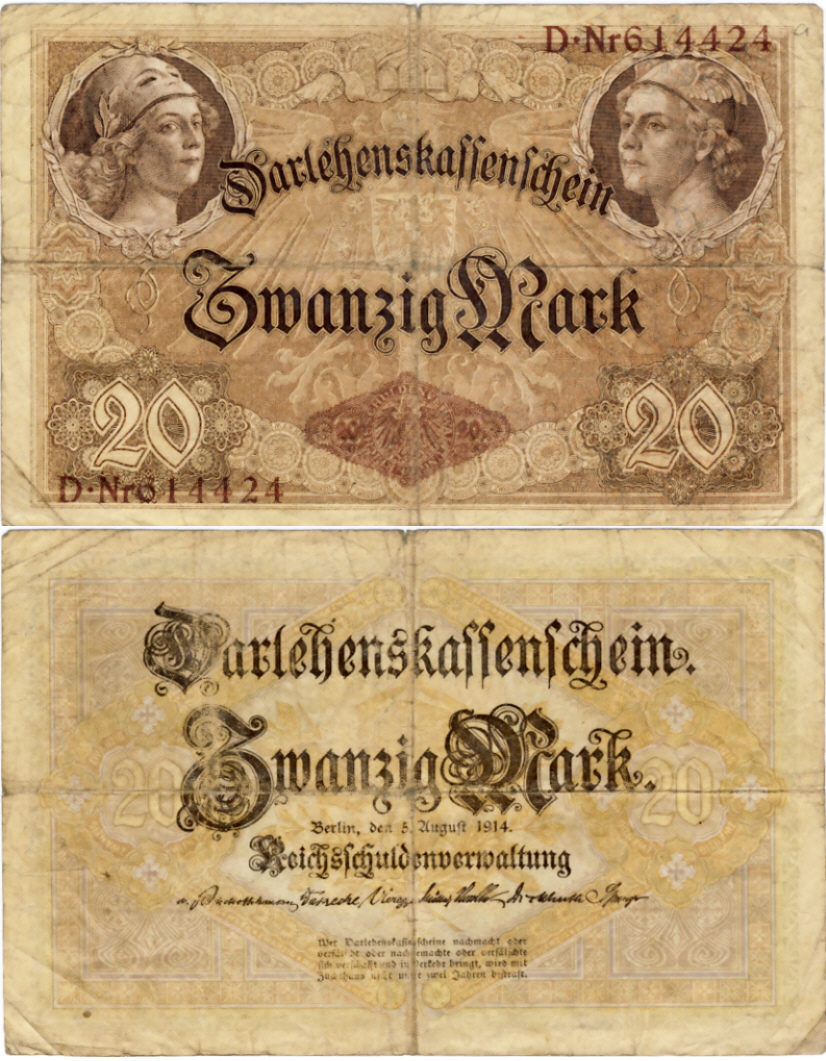
20馬克國庫券－1914年8月5日
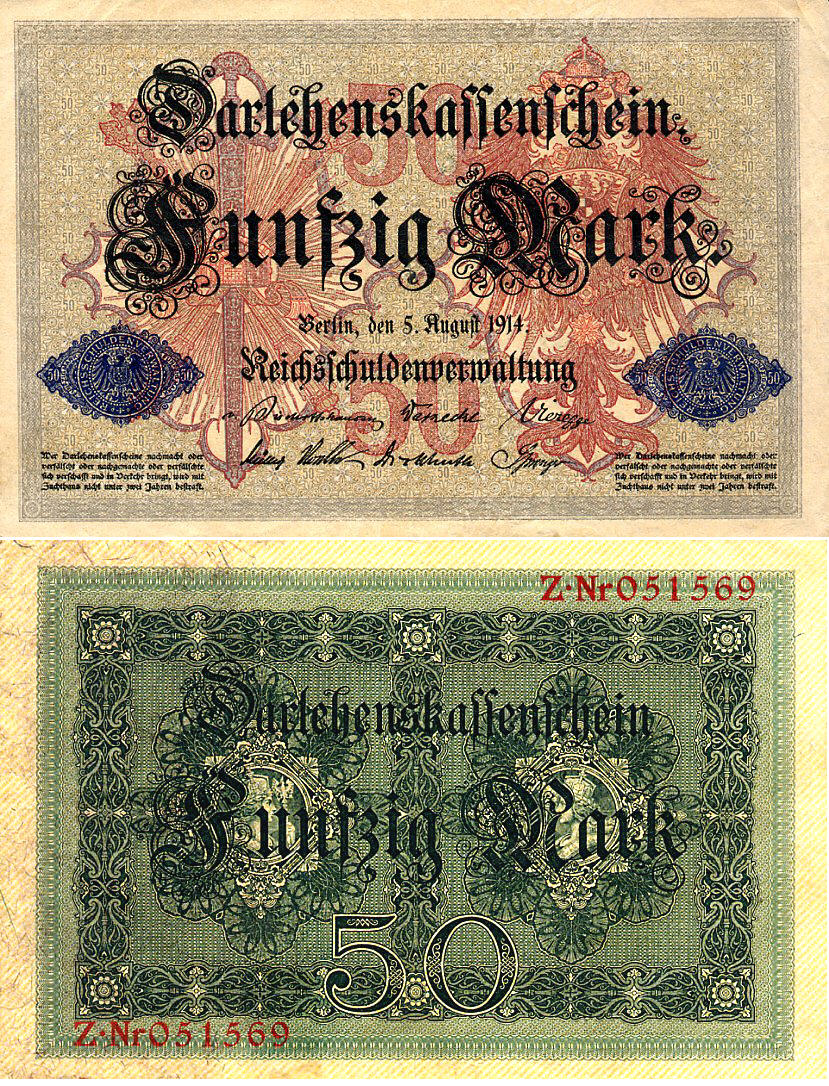
50馬克國庫券－1914年8月5日

## 匯率
在1890年按金本位確定匯率後，黃金馬克與世界主要貨幣單位的匯率如下：
| 1 英鎊              | 20.40 馬克          |
| 1 葡萄牙雷亞爾      | 4.50 馬克           |
| 1 美金              | 4.25 馬克           |
| 1 黃金盧布 1 紙盧布 | 3.20 馬克 1.77 馬克 |
| 1 奧地利古爾登      | 1.70 馬克           |
| 1 荷蘭盾            | 1.70 馬克           |
| 1 丹麥克朗          | 1.125 馬克          |
| 1 挪威克朗          | 1.125 馬克          |
| 1 瑞典克朗          | 1.125 馬克          |
| 1 比利時法郎        | 0.81 馬克           |
| 1 希臘德拉克馬      | 0.81 馬克           |
| 1 義大利里拉        | 0.81 馬克           |
| 1 西班牙比塞塔      | 0.81 馬克           |
| 1 盧森堡法郎        | 0.81 馬克           |
| 1 羅馬尼亞列伊      | 0.81 馬克           |
| 1 法國法郎          | 0.81 馬克           |
| 1 瑞士法郎          | 0.81 馬克           |
| 1 土耳其庫魯什      | 0.18 馬克           |